# Разо
Разо је облик аквитанијске прозе који расправља о околностима у којима је трубадур стварао. Разо претходи песми, као предговор и објашњење; може садржати и елементе виде
Сама реч у преводу значи разлог. У шансонијерима, постоје прозни текстови који претходе песми у којима је објашњено зашто је песма написана. Ти текстови се понекада ослањају и на индивидуалне изворе, па су као такви врло корисни модерним историчарима и научницима. Најчешће су, међутим, напомене у разоима изведене из буквалног читања и тумачења поезије. Највећа количина, данас преживелих разоа су настала из пера Ука од Светог круга, написаних у Италији између 1227. и 1230.